# Linha Sul do Metrô do Recife
A Linha Sul: Recife ↔ Cajueiro Seco é uma das linhas do Metrô do Recife. Conta com 12 estações, com um tempo de viagem de 26 minutos entre as estações terminais.

## História
Parcialmente financiado pelo Banco Mundial/BIRD, o projeto da Linha Sul do Recife foi contratado por R$ 504 230,84 em 1993 junto às empresas MK - Engenharia e Arquitetura Ltda   e Jaakko Pöyry. Após a entrega dos projetos em 1996, a CBTU contratou as obras, dividindo-as por lotes:
| Lote/contrato            | Trecho                                      | Empresas                                                                                               | Custo previsto          | Custo aferido pelo TCU (2003) | Diferença/aditivo |
| ------------------------ | ------------------------------------------- | --- | ----------------------- | ----------------------------- | ----------------- |
| 1 / - RE-01 nº 016-98/DT | Recife-Motocolombó(Largo da Paz)            | - Empresa Sul Americana de Montagens S.A.(EMSA) - VIA Engenharia S.A.                                  | R$ 31 083 819,93        | R$ 39 147 272,12              | 21%               |
| 2 / - RE-01 nº017-98/DT  | Motocolombó - Estaca 2036 (Shopping Center) | - Carioca Christiani Nielsen Engenharia S.A. - Construtora Ferreira Guedes S.A. - ERCO Engenharia S.A. | R$ 17 997 998,10        | R$ 22 622 180,89              | 17%               |
| 3 / - RE-01 nº018-98/DT  | Estaca 2036 - Canal do Jordão               | Organização Odebrecht (atual Novonor)                                                                  | R$ 17 833 049,46        | R$ 22 420 349,97              | 17%               |
| 4 / - RE-01 nº019-98/DT  | Canal do Jordão - Cajueiro Seco             | Grupo OAS                                                                                              | R$ 28 209 775,00        | R$ 35 310 748,61              | 17%               |
|                          | Total: 25,2 km                              | | Total: R$ 95 124 642,49 | Total: R$119 500 551,59       | 20%               |

Por conta de problemas financeiros causados pela Desvalorização do real em 1999 e da Crise econômica sul-americana de 2002, as obras forma paralisadas em abril de 2001 após o fim do orçamento previsto (incluindo-se o o limite de 25% de aditivos contratuais permitidos pela lei). Isso obrigou a CBTU a realizar contratos adicionais para concluir as obras, totalizando R$ 135 milhões.
O primeiro trecho (Recife-Imbiribeira) foi inaugurado em 28 de fevereiro de 2005. Os demais trechos da Linha Sul foram inaugurados de forma faseada até a conclusão da mesma, em 23 de março de 2009.

### Datas Marco
| Data                    | Trecho                         | Descrição                           |
| ----------------------- | ------------------------------ | ----------------------------------- |
| 6 de Março de 1998      | Recife ↔ Imbiribeira           | Início das obras                    |
| 28 de Fevereiro de 2005 | Recife ↔ Imbiribeira           | Inauguração comercial de 4 estações |
| 28 de Março de 2008     | Imbiribeira ↔ Shopping         | Inauguração comercial de 2 estações |
| 17 de Novembro de 2008  | Shopping ↔ Tancredo Neves      | Inauguração comercial de 1 estação  |
| 23 de Março de 2009     | Tancredo Neves ↔ Cajueiro Seco | Inauguração comercial de 5 estações |

## Estações
| Nº | Estação              | Integração            |
| -- | -------------------- | --------------------- |
| 1  | Recife               | S.E.I. / Metrô Centro |
| 2  | Joana Bezerra        | S.E.I. / Metrô Centro |
| 3  | Largo da Paz         | S.E.I.                |
| 4  | Imbiribeira          |                       |
| 5  | Antônio Falcão       |                       |
| 6  | Shopping             |                       |
| 7  | Tancredo Neves       | S.E.I.                |
| 8  | Aeroporto            | S.E.I.                |
| 9  | Porta Larga          |                       |
| 10 | Monte dos Guararapes |                       |
| 11 | Prazeres             | S.E.I.                |
| 12 | Cajueiro Seco        | S.E.I.                |